# Namiotowiec opuncjowy
Namiotowiec opuncjowy, namiotnik opuncjowy (Cyrtophora citricola) – pająk z rodziny krzyżakowatych (Araneidae). Kosmopolityczny: występuje w Azji, Afryce, Australii, Kostaryce, Hispanioli, Kolumbii i Europie Południowej, a w 2000 r. odkryto go na Florydzie. C. citricola różni się od wielu swoich bliskich krewnych zdolnością do życia w różnych środowiskach. W Ameryce Północnej i Południowej pająk ten uznawany jest za szkodnika. W Polsce gatunek introdukowany.
C. citricola należy do rodziny krzyżakowatych, ale jego pajęczyny są uważane za dość nietypowe jak na przedstawiciela Araneidae. Mają grubą barierę z jedwabnych nici nad komorą mieszkalną i cieńszą barierę pod komorą. Nadaje to sieciom poziomy wygląd podobny do siatki. Pająk opracował odrębne i specyficzne techniki chwytania zdobyczy przy użyciu swoich nietypowych sieci. Ofiara wpada na górną warstwę siatki i jest odbijana w sieć wokół komory. Pająk następnie zbiera i przechowuje zdobycz w swojej sieci. Różnica pajęczyny C. citricola wywodzi się od fizjologicznych różnic w jego kądziołkach przędnych, w porównaniu z innymi blisko spokrewnionymi gatunkami z rodziny krzyżakowatych.
Ten pająk jest jednym z niewielu gatunków wykazujących zachowania społeczne. C. citricola można zobaczyć w wielkich koloniach (w przeciwieństwie do innych pająków), które mogły powstać w wyniku zmniejszonego kanibalizmu. W tych koloniach każdy pająk ma swoją własną sieć, która jednak jest połączona z innymi sieciami innych pająków poprzez wspólną sieć. Sieci pajęcze są położone obok siebie i bardzo duże, mogą obejmować całe drzewa.
Rozmiar oraz barwa u poszczególnych osobników może się znacznie różnić. Wiele pająków ma czarno-biały wzór, podczas gdy inne są jednolicie brązowe. Samce często są ubarwienia czarnego. U samców i samic występuje dymorfizm płciowy. Długość ciała u samic zwykle sięga 1 cm, podczas gdy samce osiągają zaledwie 3 mm długości.

## Taksonomia

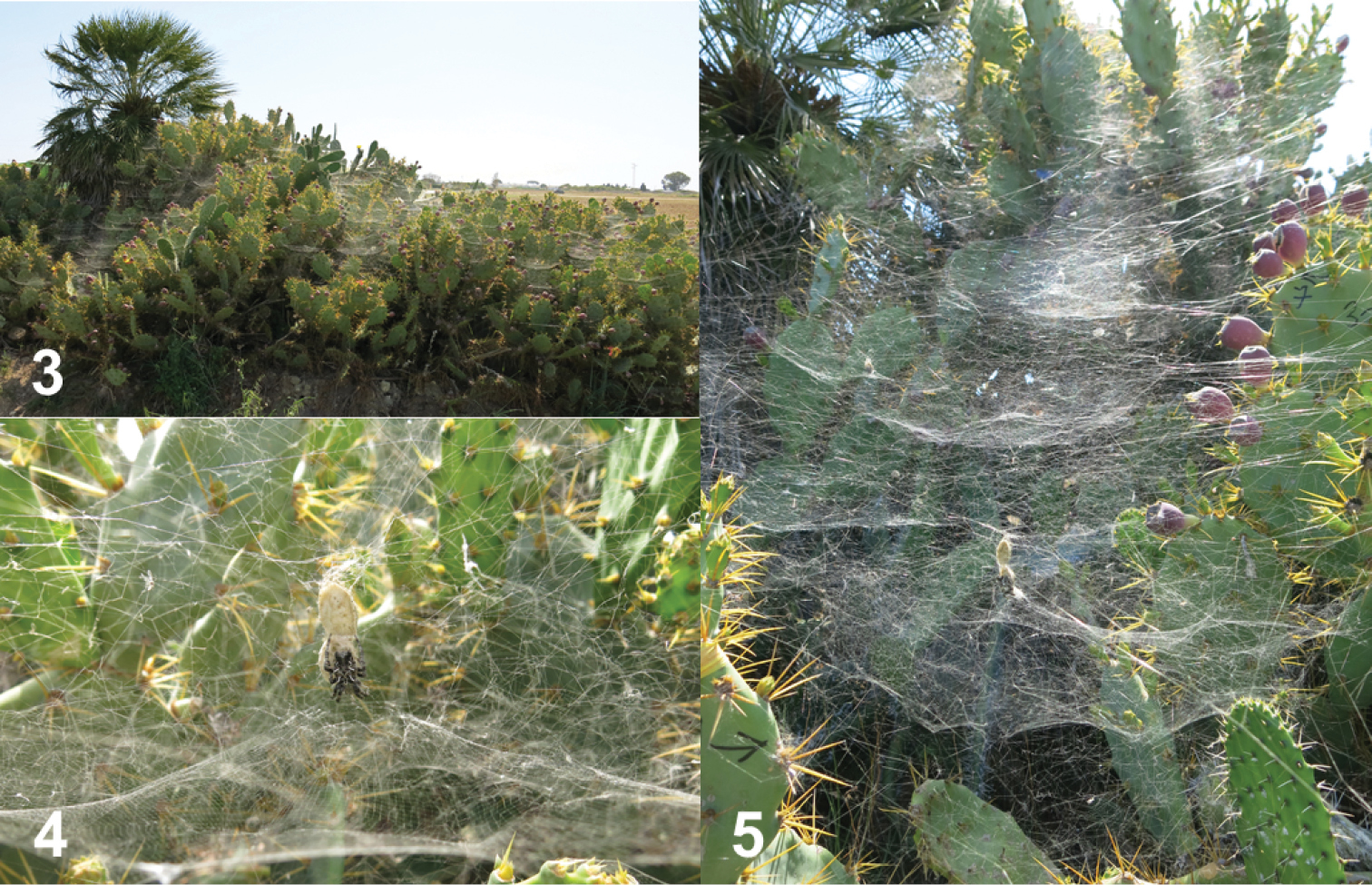
Pajęczyna rozciągnięta na opuncji (Opuntia spp.)

Peter Forsskål odkrył Cyrtophora citricola na Półwyspie Arabskim podczas swojej wyprawy do Jemenu między 1761 a 1763 rokiem. Po raz pierwszy zobaczył pająki na drzewach cytrusowych i opisał ich poziome sieci. Z tych obserwacji wywodzi się zwyczajowa angielska nazwa pająka – tropical tent-web spider oraz polska – namiotowiec opuncjowy. Forsskål zmarł w Jemenie w 1763 roku i jego rękopisy zawierające opisy pająka, zostały zebrane i odesłane do Danii przez jego przyjaciela Carstena Niebuhra. Zapisy te zostały opublikowane w 1775 roku w ramach Descriptiones animalium, avium, amphibiorum, piscium, insectorum, vermium; pająk ten został nazwany Aranea citricola i zaklasyfikowany do rodziny Araneidae. W latach 1776–1864 pająka przypisano do rodzaju Epeira, który obecnie bardziej znany jest jako Araneus (pająk także był przypisywany do starego synonimu Araneus, Aranea). Pająk został przeniesiony z rodzaju Aranea do rodzaju Cyrtophora przez Eugene'a Simona w 1864 r. – podjęto taką decyzję, ponieważ jego sieci odróżniały się od sieci krzyżakowatych. Sieci C. citricola są poziome i mają kształt namiotu, podobnie jak u innych pająków z rodzaju Cyrtophora. C. citricola ma szersze struktury na głowotułowiu niż inne pająki krzyżakowate np. z rodzaju Manogea.
Namiotowiec opuncjowy należy do rodziny Araneidae ze względu na trzy cechy. Nogogłaszczki z bulbusami samca są zwrócone w stronę środkowej części ciała. Nogogłaszczki samca mają cienką błonkę potocznie zwaną radix. Dodatkowo pająk ma cienką, odblaskową warstwę tkanki w tylnej części oczu, zwaną tapetum. C. citricola różni się od innych przedstawicieli nadrodziny Araneoidea, takich jak Theridion i Linyphiidae, ponieważ nie posiada mniejszych wyrostków blisko kądziołków przędnych. Każdy z tych czopów wytwarza z osobna nić, która ma przytrzymać ofiarę, jest to najsilniejsza nić produkowana przez pająki. Samice są większe od samców. Dymorfizm płciowy obecny u C. citricola odróżnia je od członków Araneinae, podrodziny, do której należą rodzaje np. Nuctenea, Cyclosa i Mangora. C. citricola należy do podrodziny Cyrtophorinae i dzieli cechę dymorfizmu płciowego z podrodzinami: Argiopinae, Gasteracanthinae i Micratheninae. W obrębie kladu Argiopine, C. citricola należy do podrodziny Cyrtophorinae, która obejmuje rodzaje Cyrtophora i Manogea. U podrodziny Cyrtophorinae cechą rozpoznawczą jest budowa bulbusa.

## Opis

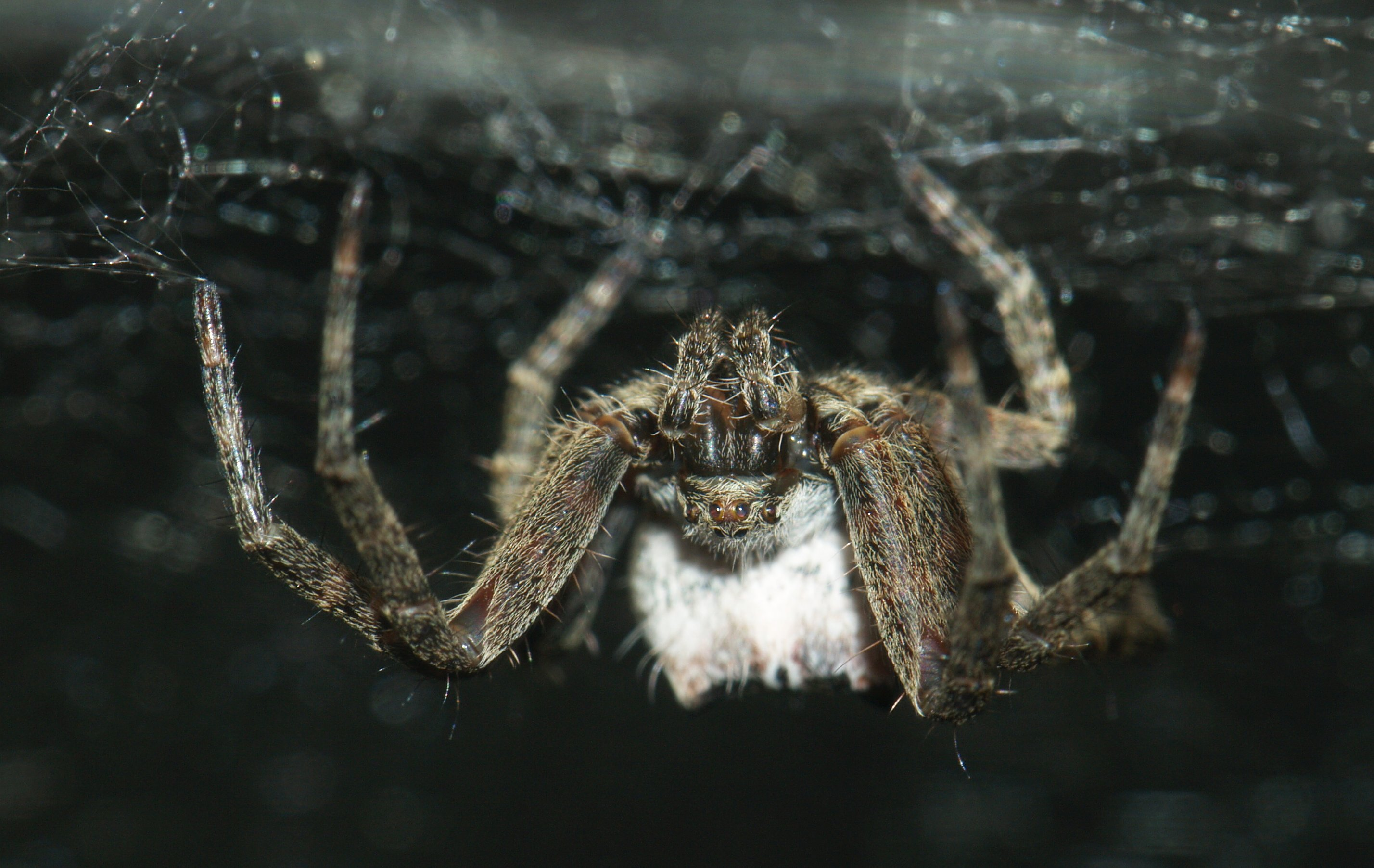
Widok od przodu

Namiotowiec opuncjowy występuje w różnych kolorach i może mieć różne kolorowe plamy na opistosomie. U tego pająka występuje dymorfizm płciowy. Samice mogą osiągnąć 10 milimetrów długości i są większe niż ich męskie odpowiedniki, które zwykle mają zaledwie 3 mm długości. Nogi C. citricola mają różną długość, przy czym nogi I i II pary są najdłuższe. Na Florydzie samce są czarne, podczas gdy samice mogą zmieniać kolor swoich odwłoków, aby dopasować je do otoczenia i mogą kamuflować się w swoich sieciach. Samice mają białe trichobotrie (włoski czuciowe na nogach). W Turcji zwykle są brązowe z siwymi włoskami. C. citricola ma charakterystyczne poziome rozwidlenie w tylnej części abdomen. Pająk ten różni się od swoich krewnych, można go poznać po tym, że ma guzki na swym ciele. Opistosoma cechuje się dwiem parami grzbietowych wypukłości. W niektórych miejscach pająka tego można pomylić z Mecynogea lemniscata.

## Występowanie i siedlisko
Namiotowiec opuncjowy to gatunek kosmopolityczny: występuje w Azji, Afryce, Australii, Kostaryce, Hispanioli, Kolumbii i Europie Południowej. Gatunek nie jest w stanie przetrwać w temperaturach poniżej -1°C. W Polsce gatunek introdukowany, ze względu na zbyt surowe warunki jest to typowy synantrop. Namiotowiec opuncjowy został również odkryty na Florydzie w 2000 roku i tworzy swoje sieci na mostach nad kanałami od wschodniego krańca Parku Narodowego Everglades do wschodniego wybrzeża. Pająk żyje w różnych środowiskach, ale najczęściej występuje w gajach oliwnych i zaroślach. C. citricola znajduje się również na tropikalnych plantacjach. Swe sieci rozkłada na roślinach np. na opuncjach (Opuntia), a także na agawach (Agave) i innych sukulentach.
C. citricola można znaleźć na całym świecie, w przeciwieństwie do jej bliskich krewnych, które występują tylko w określonych częściach świata. Globalna obecność pająka może stanowić problem, jak ma to miejsce np. w obu Amerykach. Pająk staje się powszechny zarówno na polach, jak i na obszarach miejskich. Szkodzi działalności rolniczej. Obecnie podejmowane są aktywne próby tępienia tego pająka, ponieważ wiadomo, że jego sieci uszkadzają rośliny.

## Zachowanie

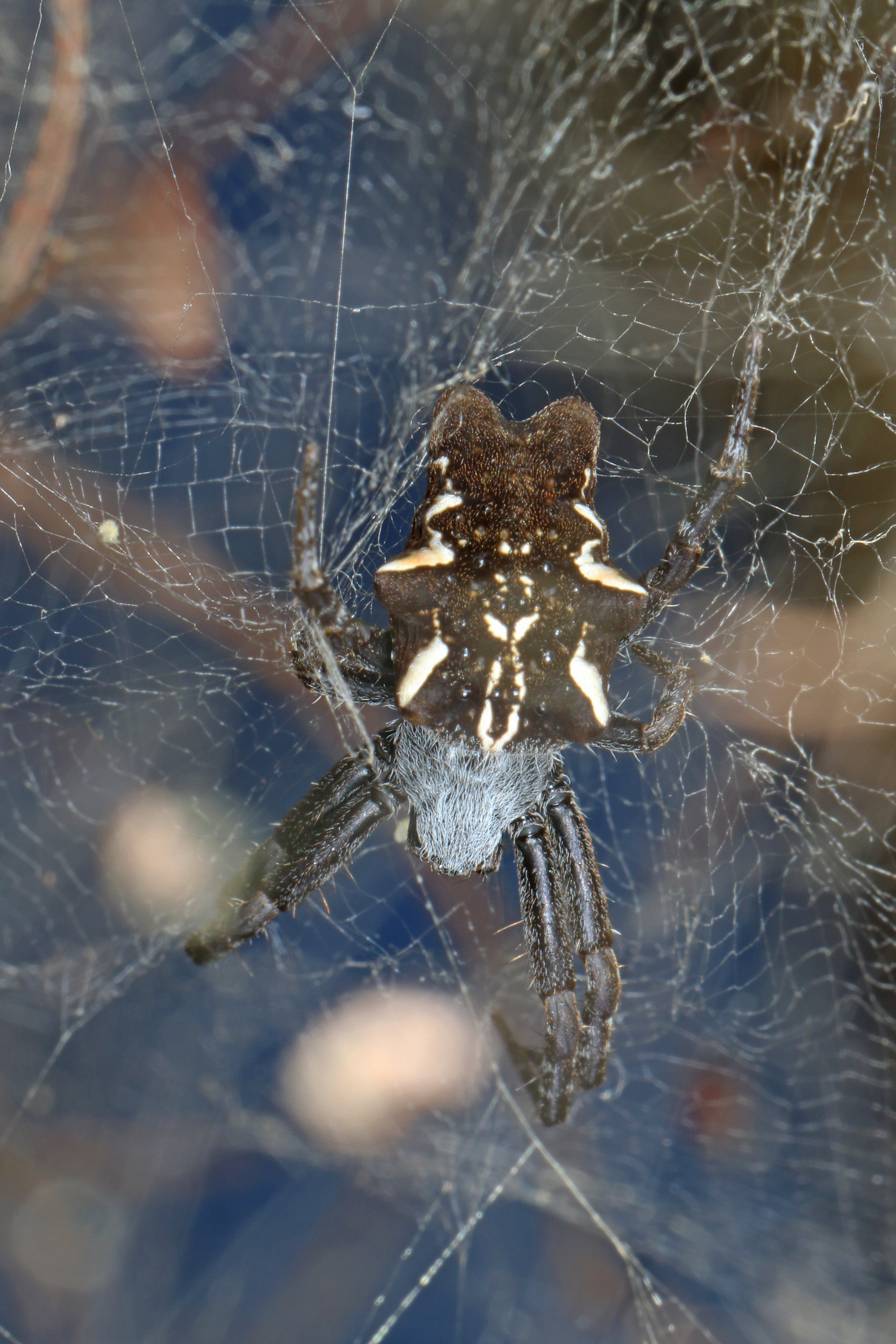
Osobnik z Parku Narodowego Gorongosa (Mozambik)

### Zachowania społeczne
Pająk ten może wykazywać zachowania społeczne i żyć wspólnie w grupach. To zachowanie nie jest częste wśród pająków, gdyż większość z nich to samotnicy. C. citricola tworzą własne, indywidualne sieci, ale sieci są połączone z sieciami pobratymców. Biorąc pod uwagę duży rozmiar i widoczność sieci kolonii, stworzenie o dobrym wzroku może uniknąć zbliżenia się do kolonii i stania się ofiarą. Jeśli jeden z członków grupy kolonialnej wyczuje pobliskiego drapieżnika lub zdobycz, może zacząć szarpać sieć, powiadamiając tym samym inne osobniki. To szarpnięcie często rozpoczyna kolejne ostrzeżenia; do 75% pająków znajdujących się w pobliżu może podążać w ślady jednego osobnika i szarpać swoje sieci. W koloniach istnieją trzy strefy, w których mogą żyć pająki: strefa zewnętrzna, środkowa i wewnętrzna. Pająki żyjące w strefie środkowej mają najlepsze sukcesy w chwytaniu zdobyczy. Większe kolonie mają wyższe wskaźniki chwytania zdobyczy w porównaniu do mniejszych kolonii, a wskaźniki chwytania ofiar są wyższe w nocy niż w dzień.
C. citricola na ogół zachowuje się pokojowo w stosunku do pobratymców. Osobniki mogą wykazywać agresywne zachowania, jeśli inny pająk spróbuje ukraść ich zdobycz. Życie w koloniach mogło ewoluować z powodu korzyści związanych z żerowaniem w grupie (jest łatwiej złapać zdobycz), chociaż życie w samotności może być preferowane, gdy panuje np. nieurodzaj, a zdobyczy jest mało. Społeczność warunkowa jest kolejnym ewolucyjnym wyjaśnieniem, dlaczego życie grupowe wyewoluowało u tego gatunku. Atutami tworzenia kolonii może być także ochrona przed pasożytami lub drapieżnikami oraz ułatwienie młodym osobnikom tworzenia pierwszych sieci po opuszczeniu kokonów i matki.
Niektóre namiotowce wolą żyć pojedynczo. Samotne pająki mają większe sieci, produkują więcej jaj, lecz w ich sieciach jest więcej kleptopasożytów niż w koloniach. Porównując pająki kolonialne i samotne, nie ma różnicy co do wielkości samic czy szybkości chwytania zdobyczy. Istnieją dwie hipotezy dotyczące ograniczonych różnic fizycznych między pająkami samotnikami i pająkami kolonialnymi. Jedna z nich mówi, że chwytanie zdobyczy jest podobne zarówno u pająków kolonialnych, jak i samotnych, co pozwala na podobny rozwój u obu tych grup. Obie hipotezy mogą wyjaśniać wiele podobieństw między pająkami samotnikami i pająkami kolonialnymi.
Terytorialność
Sieci są wspólne i nie udokumentowano żadnych agresywnych zachowań między pająkami, które poruszają się po tych sieciach. Jednakże, w nocy dochodzi do konfliktów między pająkami bez pajęczyny a pająkami posiadającymi ją. Te walki mają miejsce z powodu rywalizacji o lepsze stanowiska łowieckie. Większe pająki zazwyczaj wygrywają w walkach z mniejszymi osobnikami. Sieci często są uszkadzane przez pogodę i drapieżniki, podczas gdy sieci centralne pozostają nienaruszone. Konflikt powstaje, gdy intruz bez sieci zbliża się i wibruje w sieci. Ta akcja jest oznaką ataku i wywołuje taką samą reakcję u broniącego się pająka. Wibracje między atakującym, a obrońcą utrzymują się przez kilka minut; jednak najeźdźca rzadko wygrywa i się wycofuje. 

### Sieć

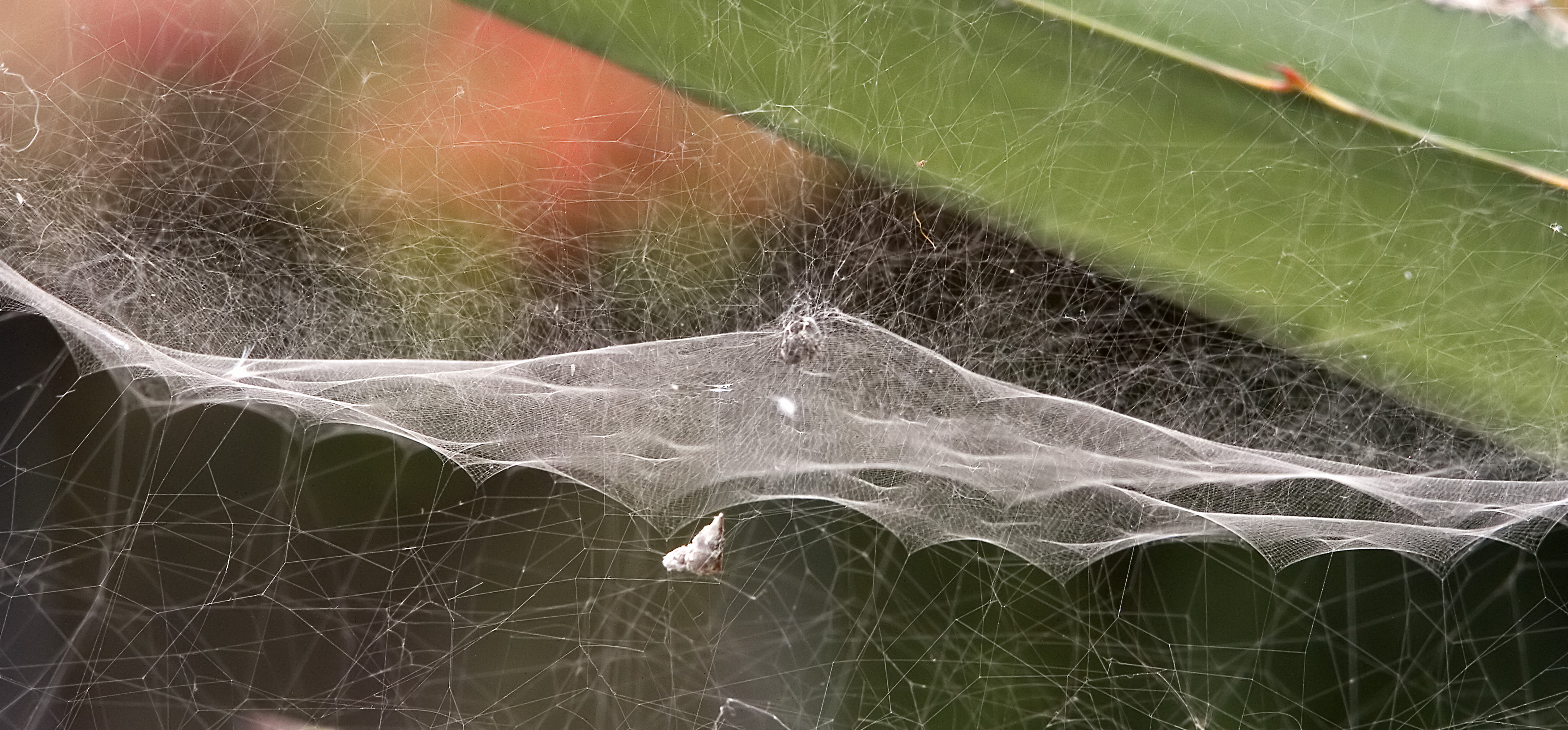
sieć…

Pająk ten tworzy płachtowatą sieć oraz sieć znajdującą się nad tą pierwszą, przez co cała konstrukcja przypomina namiot. Sieci mogą być budowane samodzielnie lub przez kolonię. W koloniach poziome okrągłe sieci są samotne, ale utrzymywane przez wiele osobników. C. citricola tworzy charakterystyczną „płachtę” (w przybliżeniu siateczkę).

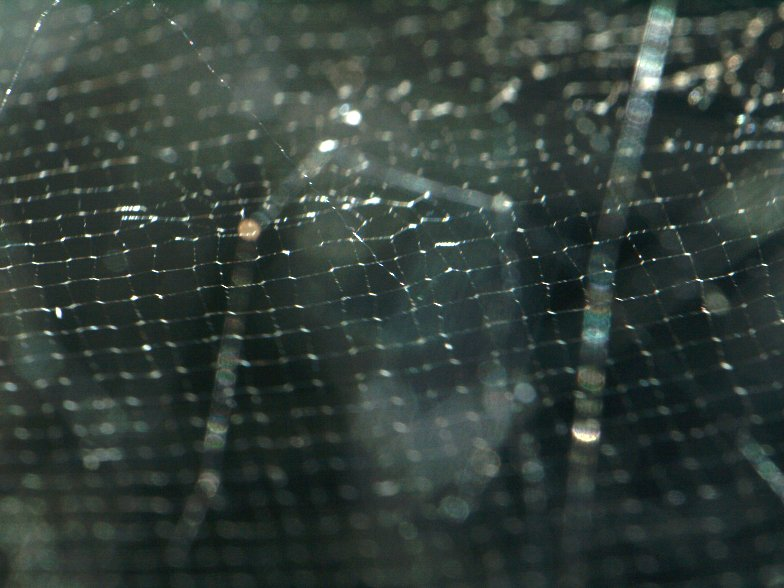
…i jej przybliżenie

C. citricola tworzy grubą barierę z jedwabnych nici nad kryjówką i cieńszą barierę pod nią. Przędza nad siecią służy do chwytania owadów. Sieci znajdujące się powyżej i poniżej są wspólne i pielęgnowane przez kolonię. Pajęczyny nie są lepkie. Ta struktura jest inna niż typowe sieci przedstawicieli rodziny Araneidae, ponieważ nie mają okrągłej spirali. Sieci te są trwałe, mogą być rozszerzane, aby sięgać poza drzewa. Sieci mogą być wystarczająco duże, aby obejmować całe drzewa i można je znaleźć na różnych gatunkach drzew. Sieci są wystarczająco mocne, aby wytrzymać takie czynniki środowiskowe, jak deszcz lub wiatr. W przeciwieństwie do nici klejących, które należy codziennie odwijać, nici namiotnika opuncjowego naprawia się tylko po ich uszkodzeniu. Większość tych uszkodzeń występuje na obrzeżach sieci kolonii. Centrum tych kolonii rzadko wymaga naprawy, co oszczędza pająkowi nieustannej pracy, polegającej na ponownej naprawy sieci.
C. citricola zazwyczaj spoczywa w klasycznej pozycji tj. nogami skulonymi pod ciałem (gdy nie pielęgnuje swoich kokonów) i używa różnych ruchów, aby np. wykryć ofiarę. Pająk siedzi na środku sieci, dzieje się to zarówno w nocy, jak i w dzień. C. citricola często również szarpie swą sieć, czynność ta polega na szybkim pociąganiu nici przednimi nogami. Szarpanie sieci jest częstym zachowaniem w odpowiedzi na ruch sieci oraz łapanie zdobyczy. To zachowanie może pozwolić pająkowi na dokładne znajdowanie obiektów w swojej sieci, pomaganie w lokalizacji zdobyczy i przesyłanie sygnałów.  Ponadto pająk potrząsa siecią, powoduje to nagłe i gwałtowne ruchy. To drżenie jest spowodowane ruchem nóg pająków w dół. C. citricola angażuje się w potrząsanie nićmi, aby usunąć zdobycz, która utknęła w górnej części sieci lub także, gdy zbliżają się kleptopasożyty.

### Odżywianie się
C. citricola jest aktywny nocą – głównie wówczas żeruje, w dzień z kolei głównie odpoczywa i stara się pozostawać poza zasięgiem wzroku innych drapieżców
C. citricola chwyta swoją ofiarę w górnej części sieci. Ze względu na zachowania społeczne pająki razem chwytają zdobycze. Pająki żyjące w grupach społecznych są skuteczniejsze w polowaniu niż te samotne.
Proces zabijania ofiary składa się zwykle z czterech etapów. Pierwszym krokiem jest ugryzienie ofiary oraz owinięcie jej przędzą. Drugim krokiem jest wyciągnięcie i wycięcie zdobyczy z sieci. Trzeci krok polega na przeniesieniu zdobyczy do centrum sieci poprzez noszenie jej w chelicerach lub ponowne owijanie zdobyczy. Końcowo, pająk żywi się zdobyczą w swym schronieniu. W zależności od rozmiaru ofiary, sekwencje ataku inaczej przebiegają.
Żeruje głównie na ćmach (Heterocera) i muchówkach (Diptera). Prostoskrzydłe (Orthoptera) są również łapane przy użyciu różnych powyższych sekwencji. Inne chętnie pobierane ofiary to ważki różnoskrzydłe (Anisoptera), chrząszcze (Coleoptera) i tarczówkowate (Pentatomidae). 

### Rozród
Jest aktywny od połowy lata do jesieni, a dorosłe osobniki łączą się w pary między czerwcem a wrześniem. Dorosłe samce szukają samic. Te pająki wykazują wysoki poziom kanibalizmu seksualnego tzn. samice pająków często zjadają samce po godach. Samice pożerają samce po najbardziej udanych kopulacjach, nawet w 100% przypadków. Ten kanibalizm seksualny zmusza samca do wybredności podczas wybierania partnerki. Samice nie są aż tak wybredne w stosunku do swoich samców, lecz mogą preferować dobrze odżywione i starsze samce. Około 50% samic ponownie łączy się w pary w ciągu dziesięciu dni po pierwszej kopulacji. Kanibalizm seksualny zmusza samce pająków do monogamii.
Samica rozpoczyna proces godowy. Samice zbliżają się do samca, dopóki nie znajdują się 1 cm od niego. W tym momencie samiec szybko zbliża się do samicy i próbuje włożyć bulbus. Jeśli się powiedzie, zaczyna się kopulacja trwająca kilka sekund. Kopulacja najczęściej kończy się zachowaniami kanibalistycznymi ze strony samicy.

W przeciwieństwie do innych pająków, samiec nie blokuje chelicer samicy. Samica zgina głowotułów i ustawia się tak, by zaatakować samca, podczas gdy ten umiejscowia nogogłaszczek w epigyne samicy. Samiec jest zjadany, a nogogłaszczek odłączany od samicy. 
Opieka rodzicielska

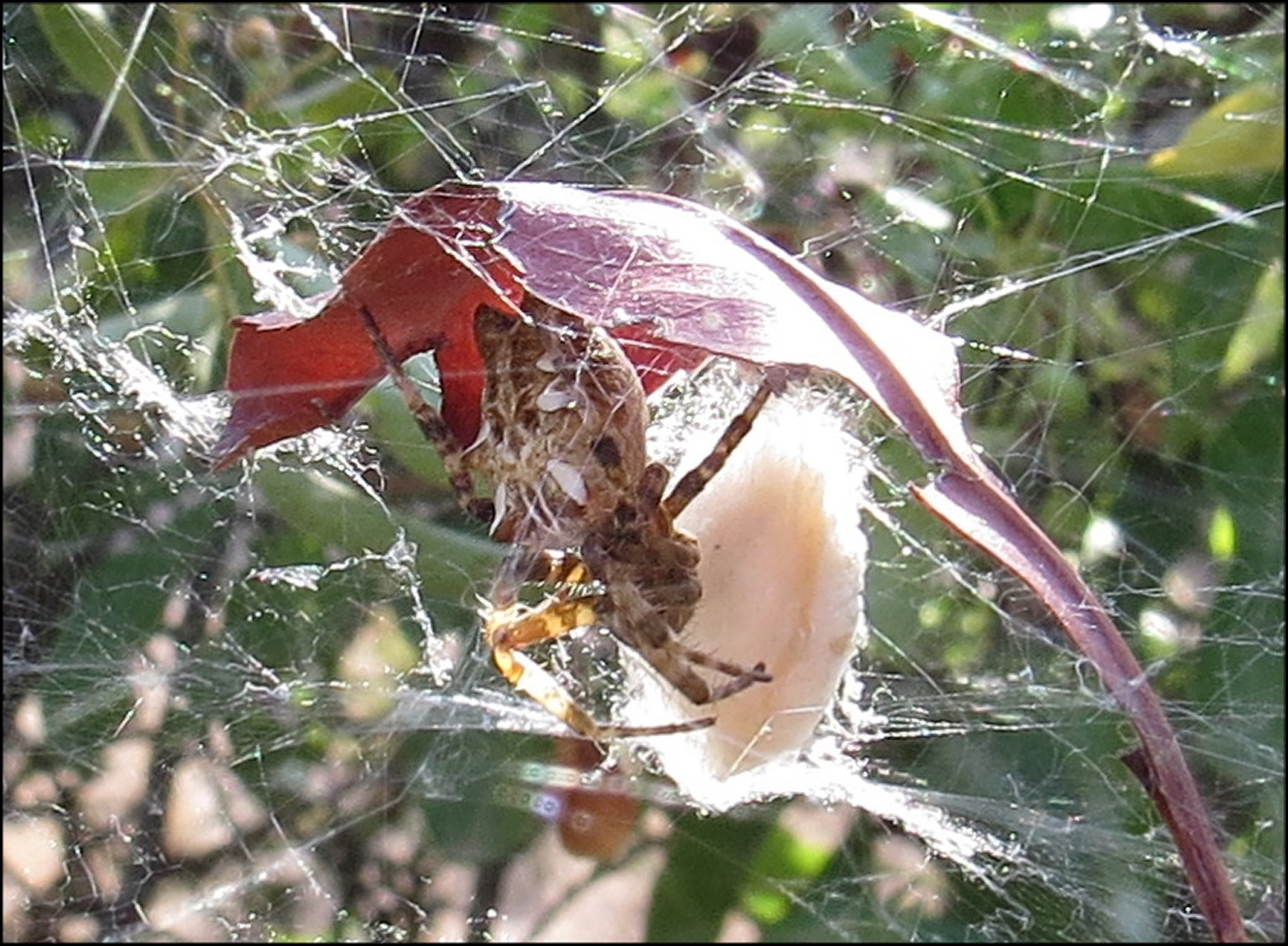
Samica z kokonem

Kokony namiotowca opuncjowego osiągają długość od 12 do 20 mm. Według Heiko Bellmana kokony mają kształt małej kiełbaski. Jaja są niebiesko-zielone zabarwione. Każdy woreczek zawiera od 100 do 200 jaj, mają one kształt płaskiej elipsy (fasolek). Liczba wyprodukowanych jaj zależy od różnych czynników środowiskowych, w tym dostępności pokarmu. Samotne samice mogą wyprodukować do 20% więcej jaj niż samice żyjące w koloniach. Zmniejszenie liczby jaj w koloniach może wynikać z np. lepszej ochrony parazytoidów. Samice z kokonami jajowymi zazwyczaj spoczywają bezpośrednio pod workiem jajowym i je strzegą.
Młode osobniki zwykle rozchodzą się lub budują własne gniazda z sieci matki po czterech dniach od opuszczenia kokonu. Młode osobniki w większych sieciach rzadziej opuszczają sieć matki. Matki karmią potomstwo, ale gdy zdobyczy jest mało, wzrasta także agresja i kanibalizm ze strony tych większych. Te ubogie w zasoby warunki zwiększają prawdopodobieństwo wczesnej ekspansji młodych.
Pająk preferuje rozkładać swe sieci na liściach i gałęziach. 

#### Reakcje obronne
Namiotowiec opuncjowy w obliczu zagrożenia wysnuwa nić spuszczając się na ziemię. Czasem też w obliczu zagrożenia kuli się chowając odnóża pod głowotułowiem.

## Drapieżnictwo i pasożyty
Podkradacz pospolity (Argyrodes argyrodes), inny gatunek pająka, może kraść zdobycz i jaja Cyrtophora citricola. Podkradacze nie obawiają się namiotowca opuncjowego, gdyż ten nie widzi w nich potencjalnych przeciwników, przez co te pierwsze mogą wykradać z sieci małe zdobycze. A. argyrodes w towarzystwie C. citricola jest obserwowany m.in. na Wyspach Kanaryjskich, w tym na Gran Canarii, Palmie czy Teneryfie.
Pająk Holocnemus pluchei (z rodziny nasosznikowatych) buduje swoje sieci używając do tego sieci C. citricola. H. pluchei wykazują agresywne zachowanie (podobnie jak inne nasosznikowate) wobec C. citricola i obserwuje się drapieżnictwo na młodych namiotowcach.
Argyrodes gibbosus także często zachowuje się jak kleptopasożyt – wykrada z sieci złapane zdobycze namiotowca. Czyni to tylko wtedy, gdy ten znajduje się w swoim gnieździe. Zaobserwowano także pożeranie jaj C. citricola przez A. gibbosus.
Pediobius pyrgo to gatunek parazytoidalnej błonkówki (Hymenoptera), która składa jaja w kokonach C. citricola. Osa ta występuje na Półwyspie Iberyjskim i na Wyspach Kanaryjskich. Kolejna błonkówka Philolema palichamyi także składa jaja w kokonach tego pająka. Na Wyspach Kanaryjskich może pasożytować na około 40% kokonów. Larwy os żywią się jajami pająka, a każda larwa pożera ich znaczną część; inkubacja jaj os trwa około siedmiu tygodni. Larwy os często powodują obumieranie dużej części zarażonych pasożytami kokońow pająków. Pasożytowanie zmniejsza populację nowych pająków o około 60%.

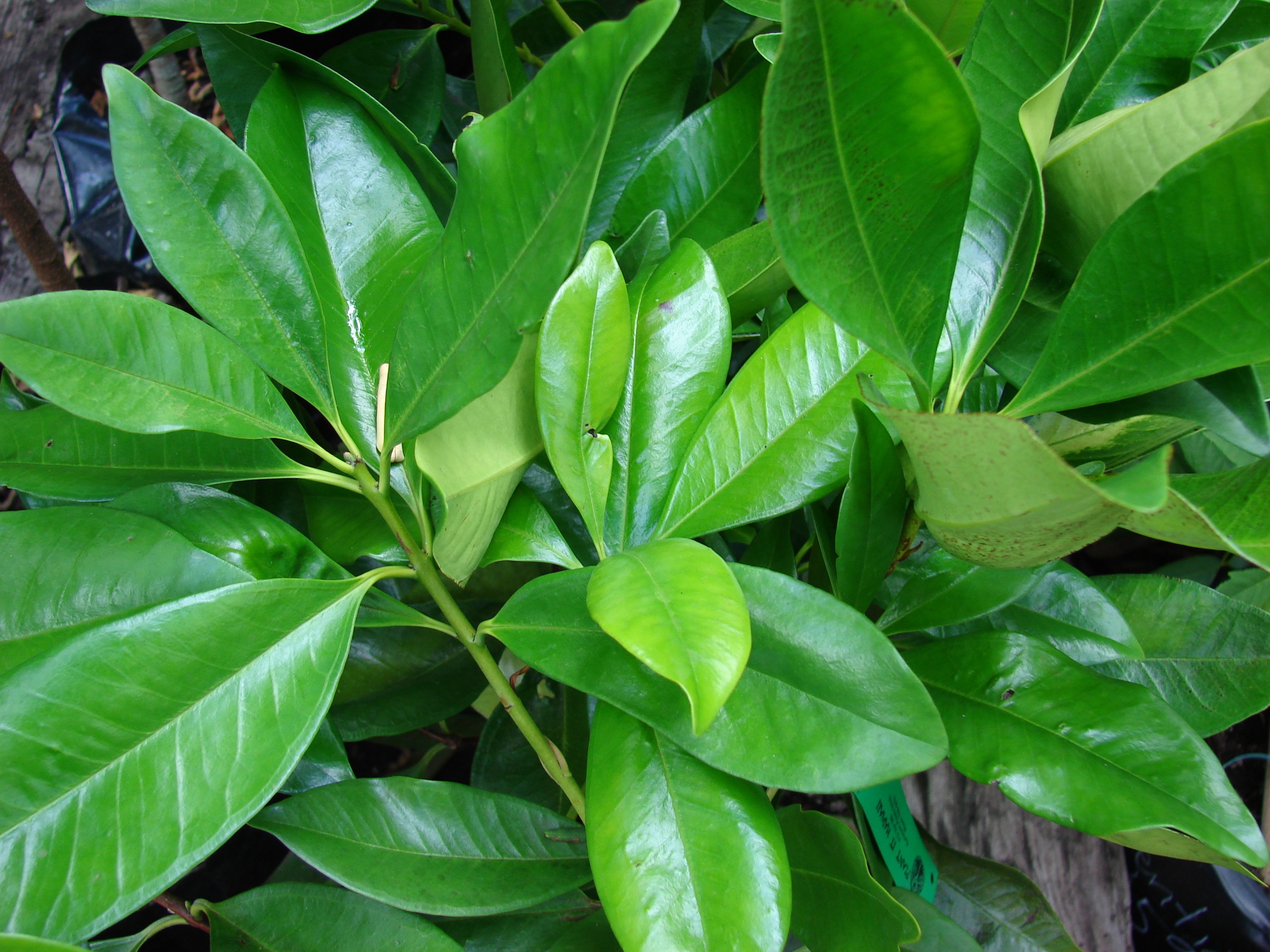
Goździkowce są ulubionym miejscem bytowania namiotnika

## Relacje z ludźmi
Drzewa ozdobne, drzewa owocowe i różne rośliny kwitnące z rodzaju goździkowiec (Eugenia), w tym E. coronata, są ulubionym miejscem bytowania namiotowca opucjowego. Rośliny te mogą umrzeć, gdyż sieci pająka rozciągają się nad ich liśćmi. Może to wynikać z grubości pajęczyny, które mogą ograniczać przepływ powietrza oraz światła do liści. W rezultacie niektóre władze zdecydowały się na użycie wysokociśnieniowych rozpylaczy wody i środków chemicznych do eksterminacji kolonii.
Występowanie tego pająka jest bardzo uciążliwe dla plantacji kawy i cytrusów. Uznawany jest jako poważny szkodnik na Dominikanie ze względu na jego niszczycielski wpływ na drzewa cytrusowe. Dodatkowo coraz częściej występuje w południowych stanach Ameryki Północnej. Na Florydzie pająk stał się powszechnym utrapieniem na polach.